# Brescia Calcio 1998-1999
Questa pagina raccoglie le informazioni riguardanti il Brescia Calcio nelle competizioni ufficiali della stagione 1998-1999.

## Stagione
Nella stagione 1998-99 il Brescia, dopo la recente retrocessione, ha disputato il campionato di Serie B. Come nuovo allenatore viene ingaggiato Silvio Baldini, che viene da un'ottima stagione alla guida del Chievo. La squadra bresciana parte bene con tre vittorie e tre pareggi e chiude il girone d'andata al quinto posto con 32 punti, ad un solo punto dal quarto posto. Nel girone di ritorno, però le rondinelle non riescono a tenere il passo delle prime, terminando la stagione al settimo posto con 56 punti, frutto di 14 vittorie, 14 pareggi e 10 sconfitte, lontane otto lunghezze dal quarto posto. Anche in questa stagione cadetta si mette in evidenza Dario Hubner che segna 23 reti, delle quali un paio in Coppa Italia e 21 in campionato. Nella Coppa Italia il Brescia viene eliminato nei sedicesimi di finale dal Vicenza, dopo avere eliminato l'Atletico Catania nel doppio confronto del primo turno.

## Divise e sponsor
Lo sponsor tecnico per la stagione 1998-1999 è Garman, mentre lo sponsor ufficiale è Ristora.

## Rosa
| N. |                     | Ruolo | Calciatore         |
| -- | ------------------- | ----- | ------------------ |
| 1  | Belgio (bandiera)   | P     | Gilbert Bodart     |
| 2  | Italia (bandiera)   | D     | Alberto Savino     |
| 3  | Polonia (bandiera)  | D     | Marek Koźmiński    |
| 4  | Italia (bandiera)   | D     | Filippo Galli      |
| 5  | Italia (bandiera)   | D     | Daniele Adani      |
| 6  | Italia (bandiera)   | D     | Vittorio Mero      |
| 7  | Italia (bandiera)   | A     | Francesco Marino   |
| 8  | Italia (bandiera)   | C     | Carmine Nunziata   |
| 9  | Italia (bandiera)   | A     | Emiliano Bonazzoli |
| 10 | Italia (bandiera)   | C     | Oberdan Biagioni   |
| 11 | Italia (bandiera)   | A     | Dario Hübner       |
| 12 | Italia (bandiera)   | P     | Nicola Pavarini    |
| 13 | Svizzera (bandiera) | D     | Fabio Pittilino    |
| 14 | Italia (bandiera)   | C     | Stefano Bono       |
| 14 | Italia (bandiera)   | C     | Roberto Guana      |
| 15 | Italia (bandiera)   | D     | Leonardo Tempesta  |
| 15 | Italia (bandiera)   | C     | Marco Ottolini     |
| 16 | Italia (bandiera)   | D     | Aimo Diana         |
| 17 | Italia (bandiera)   | C     | Emanuele Filippini |

| N. |                    | Ruolo | Calciatore           |
| -- | ------------------ | ----- | -------------------- |
| 18 | Italia (bandiera)  | C     | Antonio Filippini    |
| 19 | Italia (bandiera)  | A     | Matteo Galassi       |
| 19 | Italia (bandiera)  | C     | Omar Forlani         |
| 20 | Italia (bandiera)  | C     | Marco Barollo        |
| 21 | Italia (bandiera)  | D     | Dario Dossi          |
| 21 | Italia (bandiera)  | D     | Daniele Bonera       |
| 22 | Italia (bandiera)  | P     | Marco Ciganotto      |
| 23 | Croazia (bandiera) | C     | Ivan Javorčić        |
| 24 | Italia (bandiera)  | P     | Mauro Rosin          |
| 25 | Italia (bandiera)  | C     | Alessandro Romano    |
| 25 | Italia (bandiera)  | A     | Massimiliano Caputo  |
| 26 | Israele (bandiera) | C     | Tal Banin            |
| 27 | Italia (bandiera)  | A     | Pier Paolo Carminati |
| 28 | Romania (bandiera) | A     | Florin Răducioiu     |
| 29 | Italia (bandiera)  | C     | Matteo Tacchini      |
| 30 | Italia (bandiera)  | D     | Alessio Baresi       |
| 31 | Croazia (bandiera) | A     | Miljenko Kovačić     |
| 31 | Italia (bandiera)  | C     | Roberto Menassi      |

## Risultati

### Serie B

#### Girone di andata
| Arbitro: | Branzoni (Pavia) |

|                                         |           |  |
| Hubner 8’ Parlato 90’ (aut.) Hubner 92’ | Marcatori |  |

| Arbitro: | Rosetti (Torino) |

|             |           |           |
| Corradi 81’ | Marcatori | 2’ Marino |

| Lucca 20 settembre 1998 3ª giornata | Lucchese          | 0 – 0 referto | Brescia | Stadio Porta Elisa (4 477 spett.)\| Arbitro: \| Guiducci (Arezzo) \| |
| Arbitro:                            | Guiducci (Arezzo) |               |         |                                                                      |

| Arbitro: | Bonfrisco (Monza) |

|            |           |  |
| Hubner 37’ | Marcatori |  |

| Arbitro: | Fausti (Milano) |

|  |           |                 |
|  | Marcatori | 15’, 48’ Marino |

| Brescia 11 ottobre 1998 6ª giornata | Brescia         | 0 – 0 referto | Cosenza | Stadio Mario Rigamonti (9 465 spett.)\| Arbitro: \| Fausti (Milano) \| |
| Arbitro:                            | Fausti (Milano) |               |         |                                                                        |

| Arbitro: | Castellani (Verona) |

|                               |           |  |
| Margiotta 52’ (rig.) Sesa 74’ | Marcatori |  |

| Arbitro: | Pin (Conegliano) |

|            |           |               |
| Hubner 39’ | Marcatori | 36’ D. Zenoni |

| Arbitro: | Branzoni (Pavia) |

|                 |           |  |
| Lantignotti 92’ | Marcatori |  |

| Brescia 15 novembre 1998 10ª giornata | Brescia             | 0 – 0 referto | Napoli | Stadio Mario Rigamonti (8 840 spett.)\| Arbitro: \| Strazzera (Trapani) \| |
| Arbitro:                              | Strazzera (Trapani) |               |        |                                                                            |

| Reggio Calabria 22 novembre 1998 11ª giornata | Reggina          | 0 – 0 referto | Brescia | Stadio Oreste Granillo (5 778 spett.)\| Arbitro: \| Pin (Conegliano) \| |
| Arbitro:                                      | Pin (Conegliano) |               |         |                                                                         |

| Arbitro: | Sputore (Vasto) |

|  |           |                           |
|  | Marcatori | 18’ Cammarata 58’ Guidoni |

| Arbitro: | Castellani (Verona) |

|                                      |           |           |
| Raducioiu 13’ Hubner 17’, 36’ (rig.) | Marcatori | 68’ Münch |

| Arbitro: | Rosetti (Torino) |

|           |           |                             |
| Tiberi 9’ | Marcatori | 55’ A. Filippini 69’ Hubner |

| Arbitro: | Rossi (Ciampino) |

|                         |           |                      |
| Raducioiu 28’ Adani 47’ | Marcatori | 37’ Oddo 54’ Cordone |

| Arbitro: | Pin (Conegliano) |

|             |           |            |
| Silenzi 72’ | Marcatori | 18’ Hubner |

| Arbitro: | Paparesta (Bari) |

|                               |           |          |
| Fattori 17’ (aut.) Hubner 62’ | Marcatori | 50’ Asta |

| Arbitro: | Pirrone (Messina) |

|            |           |                                  |
| Protti 79’ | Marcatori | 34’ (aut.) Al. Parisi 40’ Hubner |

| Arbitro: | Strazzera (Trapani) |

|                      |           |  |
| Hubner 20’, 24’, 75’ | Marcatori |  |

#### Girone di ritorno
| Arbitro: | Sputore (Vasto) |

|                 |           |  |
| Baronchelli 44’ | Marcatori |  |

| Brescia 7 febbraio 1999 21ª giornata | Brescia           | 0 – 0 referto | Fidelis Andria | Stadio Mario Rigamonti (6 313 spett.)\| Arbitro: \| Pirrone (Messina) \| |
| Arbitro:                             | Pirrone (Messina) |               |                |                                                                          |

| Arbitro: | Nucini (Bergamo) |

|                          |           |             |
| Raducioiu 23’ Marino 25’ | Marcatori | 57’ Bettoni |

| Arbitro: | Boggi (Salerno) |

|             |           |                      |
| Collauto 5’ | Marcatori | 73’ Adani 91’ Hubner |

| Arbitro: | Bertini (Arezzo) |

|  |           |                     |
|  | Marcatori | 59’ D. Franceschini |

| Arbitro: | Fausti (Milano) |

|           |           |            |
| Tatti 72’ | Marcatori | 40’ Hubner |

| Brescia 14 marzo 1999 26ª giornata | Brescia          | 0 – 0 referto | Lecce | Stadio Mario Rigamonti (8 215 spett.)\| Arbitro: \| Rossi (Ciampino) \| |
| Arbitro:                           | Rossi (Ciampino) |               |       |                                                                         |

| Arbitro: | Rosetti (Torino) |

|            |           |           |
| Caccia 75’ | Marcatori | 81’ Galli |

| Arbitro: | Bonfrisco (Monza) |

|                              |           |                 |
| Marino 29’ Hubner 67’ (rig.) | Marcatori | 53’ Lantignotti |

| Arbitro: | Pin (Conegliano) |

|                        |           |  |
| Murgita 3’ Schwoch 59’ | Marcatori |  |

| Arbitro: | Pin (Conegliano) |

|                     |           |                               |
| Mero 60’ Marino 69’ | Marcatori | 13’, 44’ Possanzini 75’ Cozza |

| Arbitro: | Rossi (Ciampino) |

|  |           |                             |
|  | Marcatori | 54’ Marino 75’ A. Filippini |

| Arbitro: | Bertini (Arezzo) |

|              |           |            |
| Tangorra 50’ | Marcatori | 88’ Hubner |

| Arbitro: | Bonfrisco (Monza) |

|                              |           |  |
| Fabris 63’ (aut.) Hubner 70’ | Marcatori |  |

| Monza 16 maggio 1999 34ª giornata | Monza           | 0 – 0 referto | Brescia | Stadio Brianteo (3 128 spett.)\| Arbitro: \| Sputore (Vasto) \| |
| Arbitro:                          | Sputore (Vasto) |               |         |                                                                 |

| Arbitro: | Sputore (Vasto) |

|                                 |           |  |
| Hubner 15’ Adani 19’ Savino 36’ | Marcatori |  |

| Arbitro: | Castellani (Verona) |

|                                 |           |            |
| Sommese 45’ Ferrante 75’ (rig.) | Marcatori | 84’ Hubner |

| Arbitro: | Boggi (Salerno) |

|  |           |               |
|  | Marcatori | 30’ Margiotta |

| Arbitro: | Cardella (Torre del Greco) |

|                                 |           |                          |
| Pisano 32’, 64’ M. Esposito 71’ | Marcatori | 92’ Hubner 94’ Kozminski |

### Coppa Italia
| Arbitro: | Rodomonti (Teramo) |

|  |           |                  |
|  | Marcatori | 59’ A. Filippini |

| Arbitro: | Preschern (Mestre) |

|                                                 |           |  |
| Biagioni 15’ Hubner 62’ Bonazzoli 79’ Adani 83’ | Marcatori |  |

| Arbitro: | Treossi (Forlì) |

|                                   |           |                            |
| Marino 28’ Barollo 53’ Hubner 60’ | Marcatori | 57’ Luiso 95’ (rig.) Otero |

| Arbitro: | Pellegrino (Barcellona Pozzo di Gotto) |

|                                    |           |  |
| Luiso 37’ Diliso 49’ Schenardi 67’ | Marcatori |  |

## Statistiche

### Statistiche di squadra
| Competizione | Punti | In casa | In casa | In casa | In casa | In casa | In casa | In trasferta | In trasferta | In trasferta | In trasferta | In trasferta | In trasferta | Totale | Totale | Totale | Totale | Totale | Totale | DR  |
| Competizione | Punti | G       | V       | N       | P       | Gf      | Gs      | G            | V            | N            | P            | Gf           | Gs           | G      | V      | N      | P      | Gf     | Gs     | DR  |
| ------------ | ----- | ------- | ------- | ------- | ------- | ------- | ------- | ------------ | ------------ | ------------ | ------------ | ------------ | ------------ | ------ | ------ | ------ | ------ | ------ | ------ | --- |
| Serie B      | 56    | 19      | 9       | 6       | 4       | 26      | 14      | 19           | 5            | 8            | 6            | 18           | 19           | 38     | 14     | 14     | 10     | 44     | 33     | +11 |
| Coppa Italia |       | 2       | 2       | 0       | 0       | 7       | 2       | 2            | 1            | 0            | 1            | 1            | 3            | 4      | 3      | 0      | 1      | 8      | 5      | +3  |
| Totale       |       | 21      | 11      | 6       | 4       | 33      | 16      | 21           | 6            | 8            | 7            | 19           | 22           | 42     | 17     | 14     | 11     | 52     | 38     | +14 |

### Statistiche dei giocatori
| Giocatore    | Serie B  | Serie B | Serie B     | Serie B    | Coppa Italia | Coppa Italia | Coppa Italia | Coppa Italia | Totale   | Totale | Totale      | Totale     |
| Giocatore    | Presenze | Reti    | Ammonizioni | Espulsioni | Presenze     | Reti         | Ammonizioni  | Espulsioni   | Presenze | Reti   | Ammonizioni | Espulsioni |
| ------------ | -------- | ------- | ----------- | ---------- | ------------ | ------------ | ------------ | ------------ | -------- | ------ | ----------- | ---------- |
| D. Adani     | 34       | 3       | ?           | ?          | ?            | ?            | ?            | ?            | 34+      | 3+     | ?           | ?          |
| T. Banin     | 29       | 0       | ?           | ?          | ?            | ?            | ?            | ?            | 29+      | 0+     | ?           | ?          |
| A. Baresi    | 2        | 0       | ?           | ?          | ?            | ?            | ?            | ?            | 2+       | 0+     | ?           | ?          |
| M. Barollo   | 27       | 0       | ?           | ?          | ?            | ?            | ?            | ?            | 27+      | 0+     | ?           | ?          |
| O. Biagioni  | 23       | 0       | ?           | ?          | ?            | ?            | ?            | ?            | 23+      | 0+     | ?           | ?          |
| G. Bodart    | 25       | -20     | ?           | ?          | ?            | ?            | ?            | ?            | 25+      | -20+   | ?           | ?          |
| E. Bonazzoli | 5        | 0       | ?           | ?          | ?            | ?            | ?            | ?            | 5+       | 0+     | ?           | ?          |
| S. Bono      | 1        | 0       | ?           | ?          | ?            | ?            | ?            | ?            | 1+       | 0+     | ?           | ?          |
| M. Caputo    | 2        | 0       | ?           | ?          | ?            | ?            | ?            | ?            | 2+       | 0+     | ?           | ?          |
| A. Diana     | 28       | 0       | ?           | ?          | ?            | ?            | ?            | ?            | 28+      | 0+     | ?           | ?          |
| A. Filippini | 36       | 3       | ?           | ?          | ?            | ?            | ?            | ?            | 36+      | 3+     | ?           | ?          |
| E. Filippini | 33       | 0       | ?           | ?          | ?            | ?            | ?            | ?            | 33+      | 0+     | ?           | ?          |
| O. Forlani   | 1        | 0       | ?           | ?          | ?            | ?            | ?            | ?            | 1+       | 0+     | ?           | ?          |
| F. Galli     | 33       | 2       | ?           | ?          | ?            | ?            | ?            | ?            | 33+      | 2+     | ?           | ?          |
| R. Guana     | 1        | 0       | ?           | ?          | ?            | ?            | ?            | ?            | 1+       | 0+     | ?           | ?          |
| D. Hubner    | 36       | 21      | ?           | ?          | ?            | ?            | ?            | ?            | 36+      | 21+    | ?           | ?          |
| I. Javorcic  | 13       | 0       | ?           | ?          | ?            | ?            | ?            | ?            | 13+      | 0+     | ?           | ?          |
| M. Kozminski | 27       | 1       | ?           | ?          | ?            | ?            | ?            | ?            | 27+      | 1+     | ?           | ?          |
| F. Marino    | 34       | 7       | ?           | ?          | ?            | ?            | ?            | ?            | 34+      | 7+     | ?           | ?          |
| V. Mero      | 19       | 1       | ?           | ?          | ?            | ?            | ?            | ?            | 19+      | 1+     | ?           | ?          |
| C. Nunziata  | 30       | 0       | ?           | ?          | ?            | ?            | ?            | ?            | 30+      | 0+     | ?           | ?          |
| N. Pavarini  | 7        | -6      | ?           | ?          | ?            | ?            | ?            | ?            | 7+       | -6+    | ?           | ?          |
| F. Raducioiu | 24       | 4       | ?           | ?          | ?            | ?            | ?            | ?            | 24+      | 4+     | ?           | ?          |
| A. Romano    | 1        | 0       | ?           | ?          | ?            | ?            | ?            | ?            | 1+       | 0+     | ?           | ?          |
| M. Rosin     | 8        | -7      | ?           | ?          | ?            | ?            | ?            | ?            | 8+       | -7+    | ?           | ?          |
| A. Savino    | 34       | 1       | ?           | ?          | ?            | ?            | ?            | ?            | 34+      | 1+     | ?           | ?          |
| M. Tacchini  | 4        | 0       | ?           | ?          | ?            | ?            | ?            | ?            | 4+       | 0+     | ?           | ?          |